# Kłębówka (rejon szepetowski)
Kłubiwka (ukr. Клубівка, Клембівка, Митківці, pol. hist. Kłębówka) – wieś na Ukrainie w rejonie szepetowskim obwodu chmielnickiego, nad rzeką Horyń.
Znajdują się tu stacja kolejowa Kłembiwka oraz przystanek kolejowy Kłubiwka, położone na linii Szepetówka – Tarnopol.

## Historia
Prywatna wieś szlachecka, położona w województwie wołyńskim, w 1739 roku należała wraz z folwarkiem do klucza Zasław Lubomirskich. Miejscowość założona w 1744 roku.
W XIX i w początkach XX w. wieś i folwark Kłębówka położone były w Rosji, w guberni wołyńskiej, w powiecie zasławskim. Znajdowała się tu wówczas cukrownia.
Po I wojnie światowej pod administracją polską, w Zarządzie Cywilnym Ziem Wołynia i Frontu Podolskiego, w okręgu wołyńskim, w powiecie zasławskim.
W wyniku postanowień traktatu ryskiego znalazła się w granicach Związku Sowieckiego. Od 1991 w niepodległej Ukrainie. Do 2020 w rejonie zasławskim.